# Les Enfants de Nagasaki
Pour plus de détails, voir Fiche technique et Distribution.
Les Enfants de Nagasaki (この子を残して, Kono ko o nokoshite) est un film dramatique japonais écrit et réalisé par Keisuke Kinoshita et sorti en 1983.

## Synopsis
Le fils du docteur Takashi Nagai lit les mémoires rédigés par son père et se souvient des événements ayant affecté son père, un rescapé de la bombe atomique lancée sur la ville de Nagasaki et qui souffre des effets des radiations nucléaires.

## Fiche technique
- Titre original : この子を残して (Kono ko o nokoshite?)
- Titre français : Les Enfants de Nagasaki
- Réalisation : Keisuke Kinoshita
- Scénario : Keisuke Kinoshita et Taichi Yamada
- Photographie : Kōzō Okazaki
- Montage : Yoshi Sugihara
- Musique : Tadashi Kinoshita
- Sociétés de production : Hori Production et Shōchiku
- Pays d'origine :  Japon
- Langue originale : japonais
- Format : couleur
- Genre : drame
- Durée : 128 minutes[1]
- Dates de sortie :
  - Japon : 17 septembre 1983[1]

## Distribution
- Gō Katō
- Yukiyo Toake
- Chikage Awashima
- Masatomo Nakabayashi
- Megumi Asaoka
- Takeshi Katō
- Shinobu Ōtake
- Masao Imafuku
- Tokuko Sugiyama
- Yuriko Hishimi